# Feldbahnübung 1895

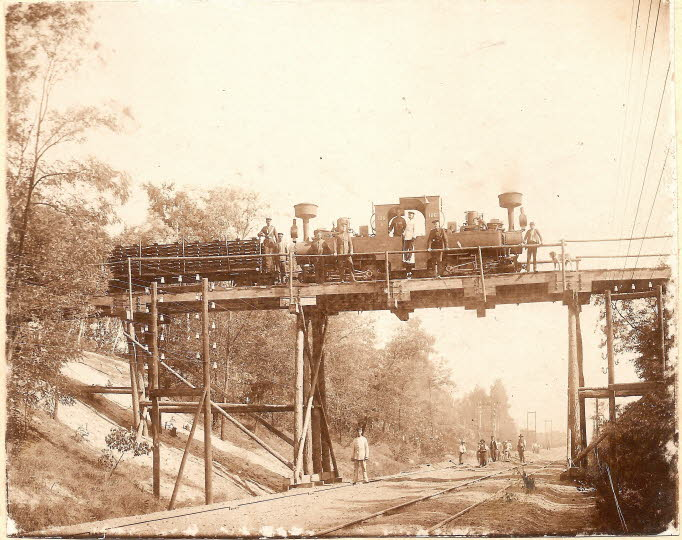
Zwillingslok 106 A/B, geliefert 1895 von Hanomag mit den Fabriknummern 2642 und 2653, auf einer Holzbrücke über die Bahnstrecke Berlin–Halle (Anhalter Bahn)

Die Feldbahnübung 1895 war ein Manöver in Preußen (heute Brandenburg und Sachsen-Anhalt), bei dem eine 86,5 Kilometer lange Heeresfeldbahn mit einer Spurweite von 600 mm von Jänickendorf (Nuthe-Urstromtal) über Belzig nach Loburg verlegt und vom 23. bis 30. August 1895 betrieben wurde.

## Geschichte

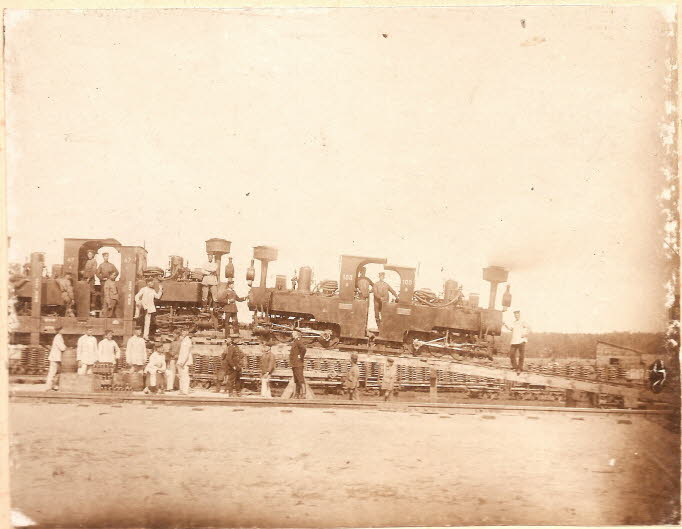
Zwillingsloks 100 A/B (Henschel Nr. 4160 und 4161) sowie 47 A/B (Krauss Nr. 2921) beim Abladen von einem normalspurigen Rungenwagen für die Feldbahnübung

Die Gleisjoche der 86,5 km langen militärischen Feldbahn mit einer Spurweite von 600 mm wurden vom 5. bis 31. August 1895 unter dem Kommando von Oberleutnant Kreuzinger von bis zu sechs preußischen Eisenbahn-Baukompanien verlegt, die von einer bayrischen Eisenbahn-Baukompanie unter dem Kommando des Hauptmanns Freiherr von Godin und einer Reserve-Eisenbahn-Baukompanie unterstützt wurden. Die Gleisjoche waren zuvor durch das Anbringen von acht breiteren Schwellen modifiziert und in Klausdorf eingelagert worden.
Vor Beginn der Übung waren laut ausländischen Presseberichten angeblich keinerlei Vorarbeiten durchgeführt worden. Die Vermessung und Festlegung der Trasse besorgte der Trassiertrupp. Vier bis sechs, teilweise berittene Offiziere und deren Arbeitsmannschaften erhielten einen Vorsprung von ein bis zwei Tagen, um spätere Planänderungen zu vermeiden.
Die Feldbahn wurde mit einer durchschnittlichen Tagesleistung von 8,65 km verlegt, da die geplante tägliche Mindestleistung von 10 km wegen Verzögerungen beim Materialnachschub nicht erreicht werden konnten. Die Telegraphen- und Fernsprechleitung, für die zwei Drähte an denselben Telegraphenstangen angebracht worden waren, wurde mit einer durchschnittlichen Tagesleistung von 8 km in elf Tagen installiert.
Der Betrieb fand vom 23. bis 30. August 1895 an fünf Werktagen und in einer Nacht mit Feldbahnkrankenwagen und einer auf Feldbahnwagen verladenen 30,5 cm Haubitze statt. Dabei kam es zu zahlreichen Entgleisungen unter anderem wegen falsch gestellter Weichen. Aufgrund zuvor gewonnener Erfahrungen waren die Lokomotiven mit einem leistungsfähigeren Kessel, die Tender mit einem größeren Fassungsvermögen und niedrigerem Schwerpunkt, die Wagen neben Achsfedern, einflanschigen Rädern und verbesserten Zug- und Stoßvorrichtungen sowie mit Rahmenaufsätzen, die sowohl für den Gleis- als auch für den Gütertransport verwendbar waren, ausgerüstet worden.
Vom 31. August bis 14. September wurden die Feldbahngleise wieder abgebaut.

## Streckenverlauf und Bauwerke der Feldbahn
| \| \| 0,0 \| Jänickendorf (Nuthe-Urstromtal) \| Jänickendorf (Nuthe-Urstromtal) \| \| \| \| Bahnstrecke Berlin–Halle (Anhalter Bahn) \| \| \| \| \| Belzig \| \| \| \| \| Bahnstrecke Berlin–Blankenheim \| \| \| \| 86,5 \| Loburg \| Loburg \| |      |                                          |                                          |
| Kopfbahnhof Streckenanfang (Strecke außer Betrieb) | 0,0  | Jänickendorf (Nuthe-Urstromtal)          | Jänickendorf (Nuthe-Urstromtal)          |
| Kreuzung geradeaus oben (Strecke geradeaus außer Betrieb) |      | Bahnstrecke Berlin–Halle (Anhalter Bahn) | Bahnstrecke Berlin–Halle (Anhalter Bahn) |
| Bahnhof (Strecke außer Betrieb) |      | Belzig                                   | Belzig                                   |
| Kreuzung geradeaus oben (Strecke geradeaus außer Betrieb) |      | Bahnstrecke Berlin–Blankenheim           | Bahnstrecke Berlin–Blankenheim           |
| Kopfbahnhof Streckenende (Strecke außer Betrieb) | 86,5 | Loburg                                   | Loburg                                   |

Die während der Übung verlegte und verkehrlich genutzte Strecke verlief von Jänickendorf über Belzig nach Loburg. Um Einschnitte und Dämme zu vermeiden, waren starke Steigungen (1:13) und Bögen mit kleinem Radius zulässig. Die steinernen Düker und hölzernen Brücken sowie die Einrichtungen zur Wasserversorgung der Dampflokomotiven waren aufgrund des Wassermangels vor allem im westlichen Streckenabschnitt zwischen Belzig und Loburg anspruchsvoll, so dass die Erstellung des Unterbaus zwölf Tage dauerte. Die Errichtung der Pfahljochbrücken über einen 30,2 m breiten Einschnitt der Berlin-Anhalter Eisenbahn und über eine 108 m breite Mulde bei Belzig bedurfte besonderer Sorgfalt. Außerdem wurde in 1½ Tagen bei Belzig noch eine 144 m lange (oder laut anderen Quellen 60 m lange) transportable, eiserne Brücke mit 5 Öffnungen von jeweils etwa 20 m Länge mit sogenanntem Lübbeckschem Brückenmaterial errichtet, das vom preußischen Hauptmann Lübbeke erfunden worden war. Sie bestand aus 2 m langen und ebenso hohen Feldern, die schwebend eingefügt wurden.